# Giuseppina Projetto
Giuseppina Projetto, vedova Frau (La Maddalena, 30 maggio 1902 – Montelupo Fiorentino, 6 luglio 2018), è stata una supercentenaria italiana vissuta 116 anni e 37 giorni.
Al momento della sua morte era la seconda persona vivente più anziana del mondo, alle spalle della giapponese Chiyo Miyako (deceduta 16 giorni dopo) e l'ultima persona viva nata nel 1902, ed è inoltre la terza persona più longeva di sempre nata in Italia (la settima in Europa), dopo Emma Morano e Maria Giuseppa Robucci. È stata la Decana d'Italia dal 13 luglio 2017, dopo la morte di Marie-Josephine Gaudette e la Decana d'Europa dal 15 dicembre 2017, dopo la morte di Ana María Vela Rubio. Occupa la 30ª posizione nella classifica delle persone più longeve di tutti i tempi, tra quelle documentate con certezza.

## Biografia
Giuseppina Projetto nacque alla Maddalena, ma era di origine siciliana: il nonno materno si era trasferito nella regione sarda dalla Sicilia con la spedizione di Giuseppe Garibaldi e il padre Cicillo Projetto, originario di Sciacca, aveva conosciuto la madre durante il servizio militare in Sardegna.
Dopo la morte dei genitori fu messa in collegio dove visse assieme alle quattro sorelle fino alla maggiore età. Trasferitasi di nuovo alla Maddalena, nel 1946 sposò Giuseppe Frau, vedovo con tre figli. Seguirà uno dei figli a Montelupo Fiorentino, dopo un trasferimento per motivi di lavoro. Dopo la prematura scomparsa del figlio, morto a 39 anni sulla spiaggia di Donoratico per aver tentato di salvare alcuni bagnanti dall'annegamento, Giuseppina Projetto continuò a vivere nella casa di Montelupo assieme alla nuora e ai nipoti.
Il 15 aprile 2017, all'età di 114 anni e 320 giorni, alla morte della 117enne Emma Morano, Decana dell'umanità, divenne la donna più anziana nata in Italia, mentre il 13 luglio successivo, al decesso della 115enne Marie-Josephine Gaudette (residente a Roma e nota come Suor Cecilia), assunse il titolo a tutti gli effetti.
Il 15 dicembre dello stesso anno, alla morte della 116enne spagnola Ana María Vela Rubio, divenne Decana d'Europa (aveva 115 anni e 199 giorni).
È morta il 6 luglio 2018 per cause naturali nella sua casa di Montelupo Fiorentino, cedendo il titolo di decana d'Italia e d'Europa a Maria Giuseppa Robucci (all'epoca di 115 anni e 108 giorni).